# 경제적, 사회적 및 문화적 권리에 관한 국제규약

경제적, 사회적 및 문화적 권리에 관한 국제규약(International Covenant on Economic, Social and Cultural Rights, ICESCR)은 1966년 12월 16일 유엔 총회에서 채택된 다자간 조약으로, 1997년 7월 10일 기준 조약 제1006호로 발효되어 있다. 사회권 규약 또는 A규약이라고도 한다. 2011년 7월 현재 160개국이 가입해 있다. 세계인권선언보다 훨씬 많고 종합적인 경제적, 사회적 문화적 권리를 포함하고 있다. 일할 권리, 좋은 환경에서 일할 권리, 노동조합을 만들고 가입할 권리, 사회보장을 받을 권리, 가정이 보호받을 권리, 적절한 생활수준을 향유할 권리, 육체적, 정신적 건강을 위해서 이용가능한 최대한의 보호를 받을 권리, 모든 사람이 교육받을 권리, 문화생활에 참여할 수 있는 권리 등이 있다.

## 특징
권리 실현에 있어서 당사국의 경제현실을 감안할 수밖에 없다고 보아 당사국이 "권리의 완전한 실현을 점진적으로 달성하기 위하여", "자국의 가용자원이 허용하는 최대한도"까지 필요한 조치를 취할 것이 요구된다. 개발도상국들은 외국인에 대하여는 규약상의 권리보장을 유예할 수 있도록 하였다.

## 같이 보기
- 시민적 및 정치적 권리에 관한 국제규약(자유권 규약, B규약)
  - 시민적 및 정치적 권리에 관한 국제규약 제1선택의정서
  - 시민적 및 정치적 권리에 관한 국제규약 제2선택의정서
- 경제적 사회적 및 문화적 권리에 관한 국제규약 선택의정서